# Dicyphina
Los dicyfinos, o Dicyphina, son una subtribu de hemípteros heterópteros perteneciente a la familia Miridae.

## Géneros
- Campyloneura - Campyloneuropsis - Chius - Cychrocapsus - Cyrtopeltis - Dicyphus - Engytatus - Haematocapsus - Isoproba - Macrolophus - Microoculis - Muirmiris - Nesidiocoris - Pameridea - Setocoris - Singhalesia - Tupiocoris - Usingerella